# جيلاب
جيلاب (بالفارسية: جیلاب) هي قرية تقع في البلدة المركزية في إيران. يقدر عدد سكانها بـ 392 نسمة بحسب إحصاء 2016.